# イーストベイ (サンフランシスコ・ベイエリア)
イーストベイ（英: East Bay）は、アメリカ合衆国カリフォルニア州サンフランシスコ・ベイエリアの東側の土地を指して通常使われる非公式の言葉である。日本語では「湾東」と表記されることもある。当初はサンフランシスコ湾北東岸とサンパブロ湾南東岸に沿って連なる都市のみを指していたが、サンフランシスコ・ベイエリアの人口とインフラが増大し、アラメダ郡とコントラコスタ郡、さらには外郭の都市まで全てを含むようになって、イーストベイと呼ばれる地域は大きく成長した。イーストベイという呼び方を用いて地域のアイデンティティを反映する機関として、カリフォルニア州立大学イーストベイ校、週刊紙のイーストベイ・イクスプレス、バス便を運行するAC交通、オークランド・イーストベイ・シンフォニー、イーストベイ地域公園地区、イーストショア州立公園、イーストベイ都市公共事業地区、イーストベイ緑の回廊同盟、イーストベイ競技連盟、イーストベイ・マンスリーおよびイーストベイ自転車同盟などがある。昔あった機関としてはイーストベイ電気鉄道があった。この地域は高規格道路とバート高速輸送鉄道システムで繋がれている。地域の南はサウスベイ、北はサンパブロ湾が境界と考えられる。

## 歴史と発展
サンフランシスコ・ベイエリアの当初の発展はサンフランシスコ市が中心であり、海岸部のイーストベイは19世紀半ばに東側から陸路この地域に来ることができるようになってから発展してきた。1868年に大陸横断鉄道が完成し、その西側終着駅は新しく建設されたオークランド長桟橋であり、新しい都市のオークランドは重要な海港として急速に発展した。今日のオークランド港はサンフランシスコ・ベイエリアでも最大の港であり、アメリカ合衆国では5番目に大きなコンテナ取り扱い港である。1868年、カリフォルニア大学が私立のカレッジ・オブ・カリフォルニアを元に設立され、新しいキャンパスはバークレー市となる場所に建設された。1906年サンフランシスコ地震では数多い避難民が比較的被害の少なかったイーストベイに逃げてきて、この地域は急速な成長を続けた。イーストベイが成長すると渡し舟よりもしっかりした連絡手段への要望が強くなり、1936年のサンフランシスコ・オークランド・ベイブリッジの建設に繋がった。
サンフランシスコ・ベイエリアは第二次世界大戦後にさらに成長を遂げ、人口は1940年から1960年の間で2倍になり、さらに2000年にはその倍になった。1937年に完成したバークレーヒルズを抜けるカルデコット・トンネルによって、未開発だった東への成長が加速された。ディアブロ・バレーのコンコードやウォルナットクリークなどの都市が、1950年から1970年の間に人口が10倍以上に増えた。1972年にはバート通勤鉄道が追加され、イーストベイの遥か遠くの地域まで開発が進んだ。今日、バークレー、オークランドおよびヘイワードの丘陵部の東にあるバレーには、ウォルナットクリーク、サンラモンおよびダブリンなど多くの郊外町ができている。これらの地域はほとんど白人が多い所となっている。
イーストベイは公式に定義された地域ではない。アラメダ郡とコントラコスタ郡を含む地域として表現されているだけである。開発は概して東向きに進んでいるので、新しい地域はイーストベイの一部と言われている。1996年、バートがコンコードの終着駅からピッツバーグの新しい駅まで延伸され、新しく拡張されたデルタの町であるピッツバーグとアンティオックがイーストベイの拡張された地域として組み入れられた。アラメダ郡の郡境を越えて、トレーシーの大きな人口がイーストベイを抜ける通勤範囲に入り、ベッドタウンとして接続されている。

## 都市
コントラコスタ郡とアラメダ郡東部に現存する公園あるいは未開発の土地および幾らかの農地がある丘陵部や尾根を除き、イーストベイは大いに都市化されている。イーストベイの海岸線はオークランド、ヘイワード、フリーモント、リッチモンドおよびバークレーなど人口10万人を超える都市の都会化された回廊となっている。バークレーヒルズより東の内陸バレーでは土地の大半が開発されており、特にコントラコスタ郡の東縁とトライ・バレーの地域がそうである。内陸バレーでは人口密度が小さく、都市も小型である。人口10万人を超える数少ない都市はアンティオックとコンコードのみである。この地域は、ベイエリアの外側にある都市と町で構成されるインナー・イーストベイとその外側のアウター・イーストベイという2つの小区分に分けられることがあるが、その双方に跨る都市もある。
イーストベイには次の都市が含まれている。
| - アラメダ（インナー） - オールバニ（インナー） - アンティオック - バークレー - ブレントウッド - クレイトン - コンコード - ダンビル - ダブリン - エルサリート（インナー） - エメリービル（インナー） - フリーモント - ヘイワード - ハーキュリーズ - ラファイエット - リバモア - マーティネズ | - モラガ - ニューアーク - オークランド - オークレー - オリンダ - ピードモント（インナー） - ピッツバーグ - ピノール - プレザントヒル - プレザントン - リッチモンド - サンレアンドロ - サンラモン - サンパブロ - ユニオンシティ - ウォルナットクリーク | 未編入の町 - アラモ - ベイポイント - キャニオン - カストロバレー - エルソブランテ - ケンジントン（インナー） - ノースリッチモンド - パチェコ - ロデオ - サラナップ - サンロレンソ - スノル |

## 文化
イーストベイでは無料週刊紙の「イーストベイ・イクスプレス」が発行されており、30年間以上にわたってイーストベイの文化と政治を報道し、サンフランシスコ・ベイエリアの中で文化的に定義された地域としてのイーストベイという枠組みに影響を与えてきた。やはり無料の月間紙「イーストベイ・マンスリー」は1970年から発行されている。「USAトゥデイ」が進化した1980年代初期には「イーストベイ・トゥデイ」という新聞名で地域新聞を発行していた。
サンフランシスコ・ベイエリアの中では最古かつ最大のストリート祭であるソラノ・アベニュー・ストロールは毎年9月にオールバニーとバークレーのソラノ・アベニュー商店地区で開催されている。
イーストベイではクリーデンス・クリアウォーター・リバイバル、カウンティング・クロウズ、Y&T、デジタル・アンダーグラウンド、ランシド、グリーン・デイ、プライマス、タワー・オブ・パワー（デビューアルバムのタイトルは「グリーンベイ・グリース」）、ポインター・シスターズ、M.C.ハマー、2パック、トゥーショート、アン・ヴォーグ、ピート・エスコヴェード、シェイラ・E、ケイシャ・コールおよびマック・フォレなど多くのミュージシャンやバンドが生まれた。この地域はロック、フォーク、ファンク、ジャズ、ヒップホップ、ソウルなどの音楽ジャンルが発展し、女性音楽も多い音楽の中心である。
ベイエリア・スラッシュメタルの最初期のシーンはイーストベイにあった。1980年、エルサリート高校の卒業生ポール・バーロフがデ・アンザ高校の生徒であったカーク・ハメットとバークレーのホームパーティで出逢い、エクソダスを結成した。エクソダスが本拠地をエルサリートからロサンゼルスに変えた後、リードギタリストのハメットとその友人でベーシストのクリフ・バートンが1983年にメタリカに加わった。エクソダスとメタリカの友好関係から、テスタメントやデス・エンジェル、フォビドゥン、ヴァイオレンス、ヒーゼンなどのようなイーストベイ出身のスラッシュメタル・バンドが結成されていった。
ポゼストとデスはデスメタルの元祖となったバンドだと考えられており、イーストベイに関連あるいはルーツがある。ポゼストはエルソブランテで結成されているし、チャック・シュルディナーはデスのデビューアルバム『Scream Bloody Gore』をレコーディングするため、フロリダ州からドラマーのクリス・レイファートの故郷であるコンコードにバンドの本拠地を移している。
バスケットボールのゴールデンステート・ウォリアーズが本拠地にしているオークランドのオラクル・アリーナ、オークランド・アスレチックスの本拠地である隣接のリングセントラル・コロシアム、オークランド・イーストベイ・シンフォニーの公演会場であるオークランド・パラマウント・シアター、フォックス・オークランド・シアター、UCバークレー・グリーク・シアター、非営利のザ・フライト・アンド・サルベージおよび元コンコード・パビリオンのスリープ・トレイン・パビリオンなどが大きな音楽とスポーツの会場である。
主要博物館としては、オークランド・カリフォルニア博物館、ローレンス科学館およびチャボット宇宙科学館がある。
イーストベイ地域公園地区が50の公園を運営しており、その多くはかなりの広さの原生地を含んでいる。また多くは都心に直接隣接している。ティルデン地域公園はバークレーの都心に直接隣接する最大級の公園である（面積2,000エーカー、8 km2）。ブライオンズ地域公園は広さが5,000エーカー (20 km2) あり、ウォルナットクリークの都心に近い原生地を含む大型公園である。
イーストベイにはシェ・パニスなどカリフォルニア料理を創作した多くのレストランがある。

## 交通
イーストベイの中を走る幹線高規格道路としては、州間高速道路80号線、同580号線、同680号線、同880号線、同980号線、カリフォルニア州道24号線および同4号線がある。その他にカリフォルニア州道13号線、同84号線、同92号線、同238号線、同242号線と州間高速道路238号線がある。
主要な鉄道としてはベイエリア高速鉄道、すなわちバートがある。これはイーストベイの中の人口が多い地域を結び、さらにサンフランシスコ市とを繋いでいる。アムトラックとアルタモント通勤急行もイーストベイで鉄道を運行している。
AC交通は地域の主要バス運行機関であり、アラメダ郡とコントラコスタ郡全体にバス便を運行しているので、その頭文字から"AC"と呼ばれている。他にもカウンティ・コネクション、ウェストキャット、ホイールズ、トライデルタ交通およびユニオンシティ交通がバス便を運行している。
市や郡の機関からは自転車による交通が推奨されており、またイーストベイ自転車同盟のような組織もある。

## 主要雇用主
サンフランシスコ・ベイエリアの部分としてのイーストベイは高度に開発された地域であり、新しいまた確立された企業の中心である。アラメダ郡とコントラコスタ郡の郡政府の他に主要雇用主として次のものがある。
1. カリフォルニア大学バークレー校、従業員約2万人
2. AT&T、従業員約11,000人
3. アメリカ合衆国郵政公社、従業員約10,000人
4. ローレンスリバモア国立研究所、従業員約8,750人
5. シェブロン、世界本社がサンラモンにある、従業員約8,730人
6. セイフウェイ、世界本社がプレンザントンにある、従業員7,922人
7. バンク・オブ・アメリカ、従業員7,081人
8. パシフィック・ガス・アンド・エレクトリック・カンパニー、従業員約5,200人
9. カイザー・パーマネンテ、世界本社がオークランドにある、従業員4,730人
10. ラッキー・ストアズ、従業員4,631人
11. バイオ・ラド研究所、従業員4,300人
12. ウェルズ・ファーゴ、従業員約4,000人
13. マウントディアブロ統一教育学区、従業員3,700人
14. ウェストコントラコスタ統一教育学区、従業員3,360人
15. アルタベイツ・サミット医療センター、従業員3,100人
16. ジョン・ミューア医療センター、従業員3,023人

その他イーストベイに本社を置く会社としては、クロロックス、ドライアーズ、ピクサー・アニメーション・スタジオおよびANGニューズペーパーズがある。百貨店経営のマービンは破産宣告するまでイーストベイに本社を置いていた。NUMMIはその最盛期に約5,000人を雇用していたトヨタ自動車とゼネラルモーターズ（GM）の合弁自動車製造会社である。テスラモーターズがこのNUMMIの工場の一部を買収し、カリフォルニア州では唯一の自動車製造工場となっている。

## 高等教育
イーストベイにはセント・メアリーズ・カレッジ・オブ・カリフォルニア、カリフォルニア大学バークレー校およびカリフォルニア州立大学イーストベイ校など、多くの公私立の教育機関がある。